# Alfred Benrath
Alfred Hermann Benrath (* 4. Mai 1878 in Düren; † 18. Januar 1969 in Neuendettelsau) war ein Professor der physikalischen Chemie.

## Leben
Alfred Benrath war ein Sohn des Fabrikdirektors Ernst Benrath und der Mathilde Benecke sowie Neffe des Kirchenhistorikers Karl Benrath. Er studierte ab 1897 an den Universitäten in Zürich und Heidelberg und der Technischen Hochschule Berlin. 1901 wurde er in Heidelberg bei Robert Stollé zum Dr. rer. nat. promoviert. Seine Dissertation behandelte die Umsetzung von Metallverbindungen des Dibenzoylhydrazins mit Jod und halogenhaltigen Substanzen. Nach einer Zeit als Privatassistent am Chemischen Institut Heidelberg unternahm er 1902/03 eine Studienreise nach Südamerika. Anschließend war er als Assistent bei Heinrich Klinger im Chemischen Labor der Albertus-Universität Königsberg tätig, wo er sich 1905 habilitierte.
Ab 1905 lehrte Benrath als Privatdozent. Ab 1908 war er als Abteilungsvorsteher am Chemischen Institut (Physikalische Chemie) der Universität Königsberg und ab 1910 als nebenberuflicher außerordentlicher Professor ebenda tätig. 1913 wurde er Abteilungsvorsteher für Anorganische und Analytische Chemie sowie außerordentlicher Professor an der Universität Bonn. Von 1920 bis zur Emeritierung 1945 lehrte er am Institut für anorganische Chemie der RWTH Aachen, 1923 wurde er dort zum ordentlichen Professor für Anorganische und Elektrochemie berufen. Er beschäftigte sich unter anderem mit Fragestellungen der Photochemie und Koordinationschemie.
Benrath heiratete 1914 Johanna Zorn, Tochter des Kirchenrechtlers Philipp Zorn, in Bonn. Mit ihr hatte er zwei Kinder. Nach Eintritt in den Ruhestand lebte er in Ansbach.

## Veröffentlichungen (Auswahl)
- Lehrbuch der Photochemie. Carl Winter’s Universitätsbuchhandlung, Heidelberg 1912.
- Chemische Grundbegriffe. De Gruyter, Berlin 1920.
- Die Nichtmetalle und ihre Verbindungen. De Gruyter, Berlin 1922.
- Physikalische Chemie. 2 Bände. Steinkopff, Dresden 1923/1925.
- Physikalische Chemie. In: Die Auskunft. Eine Sammlung lexikalisch geordneter Nachschlagebüchlein über alle Zweige von Wissenschaft, Kunst und Technik unter Mitarbeit erster Fachleute […]. Frankfurt am Main 1920–1931, Heft 20.